# زانتی
شهر زانتی در استان مقدونیه شرقی و تراکیه در کشور یونان واقع شده است که دارای جمعیت ۴۹٬۸۵۶ نفر می‌باشد.

## نگارخانه

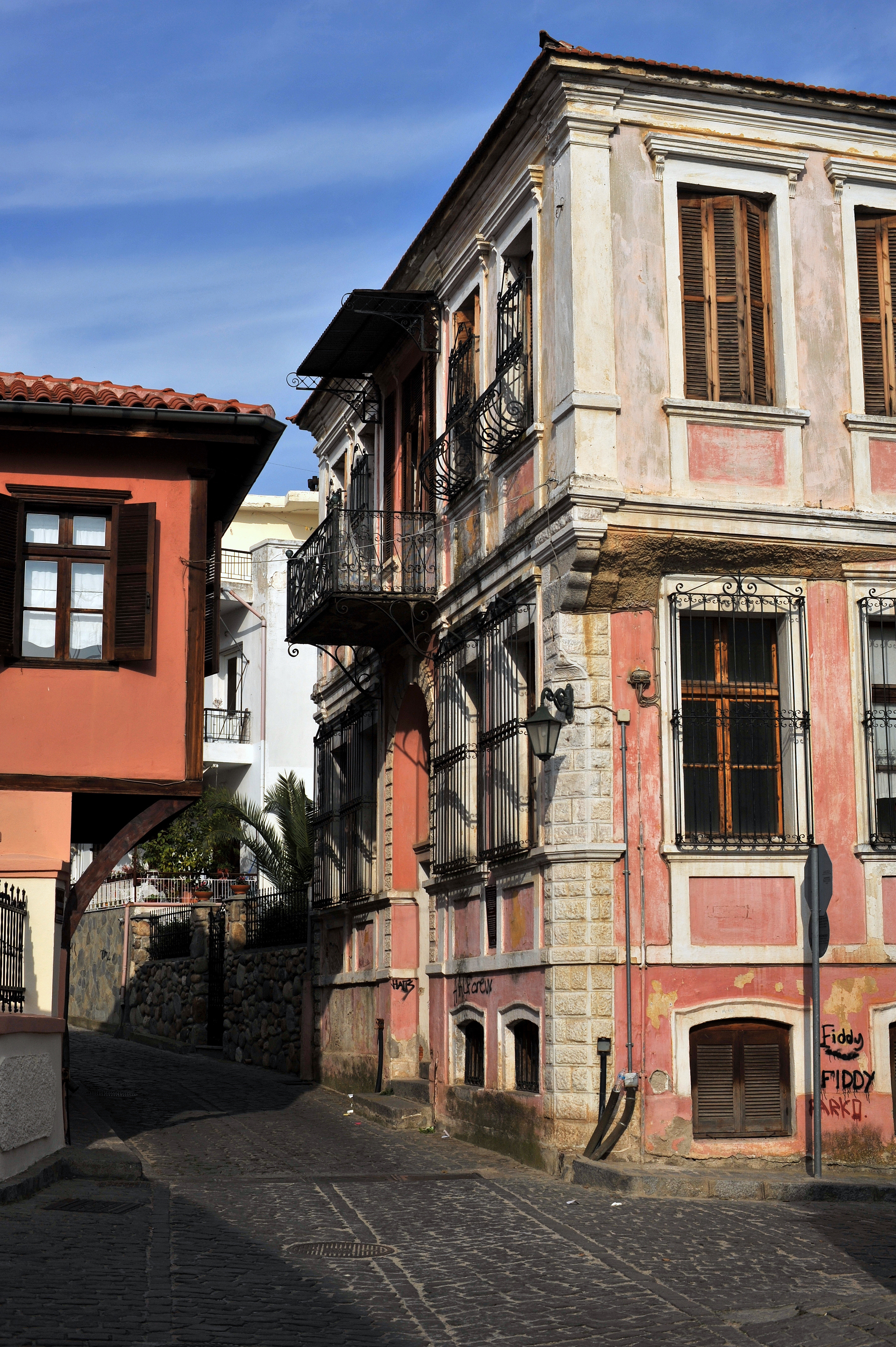
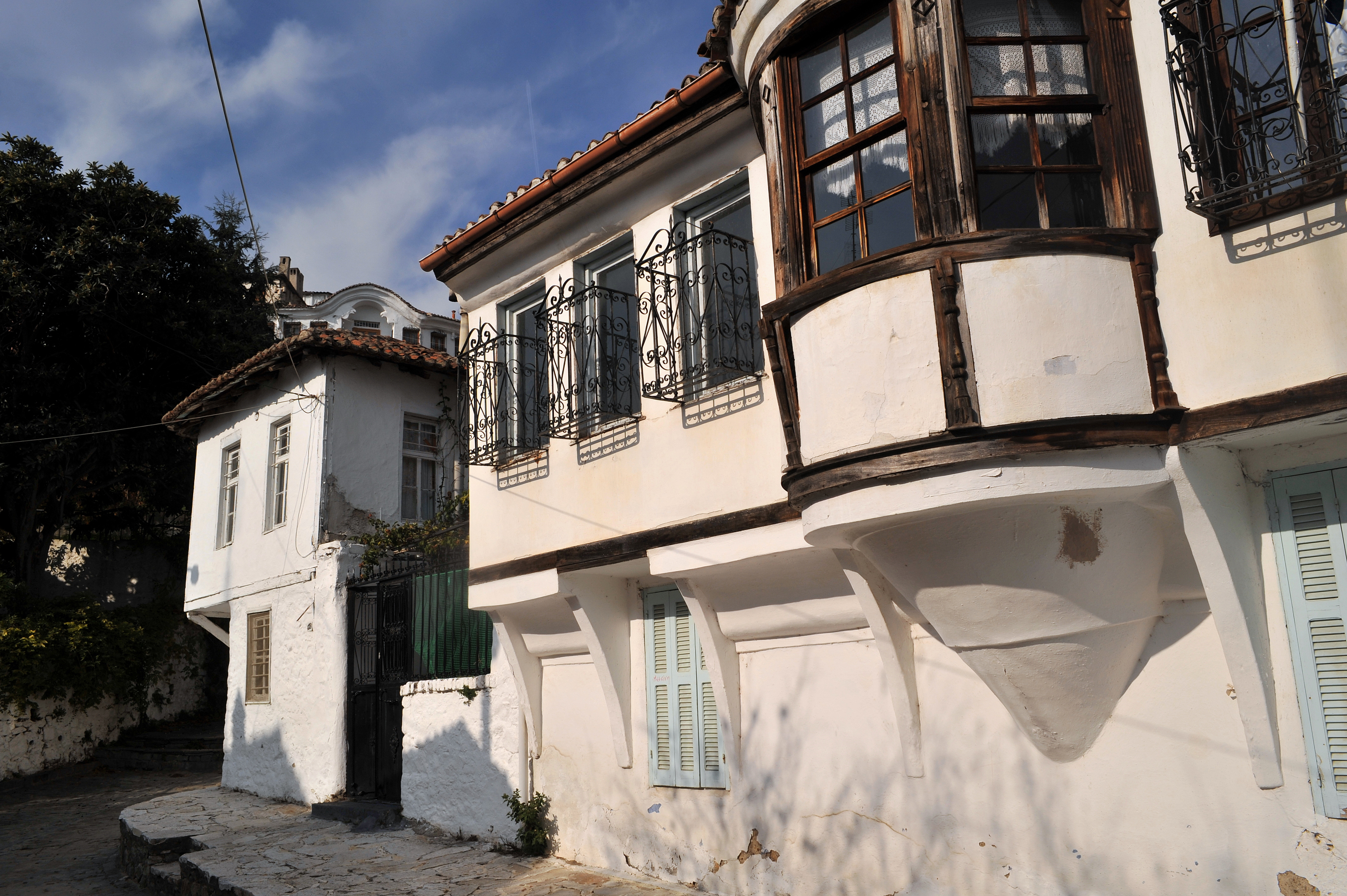
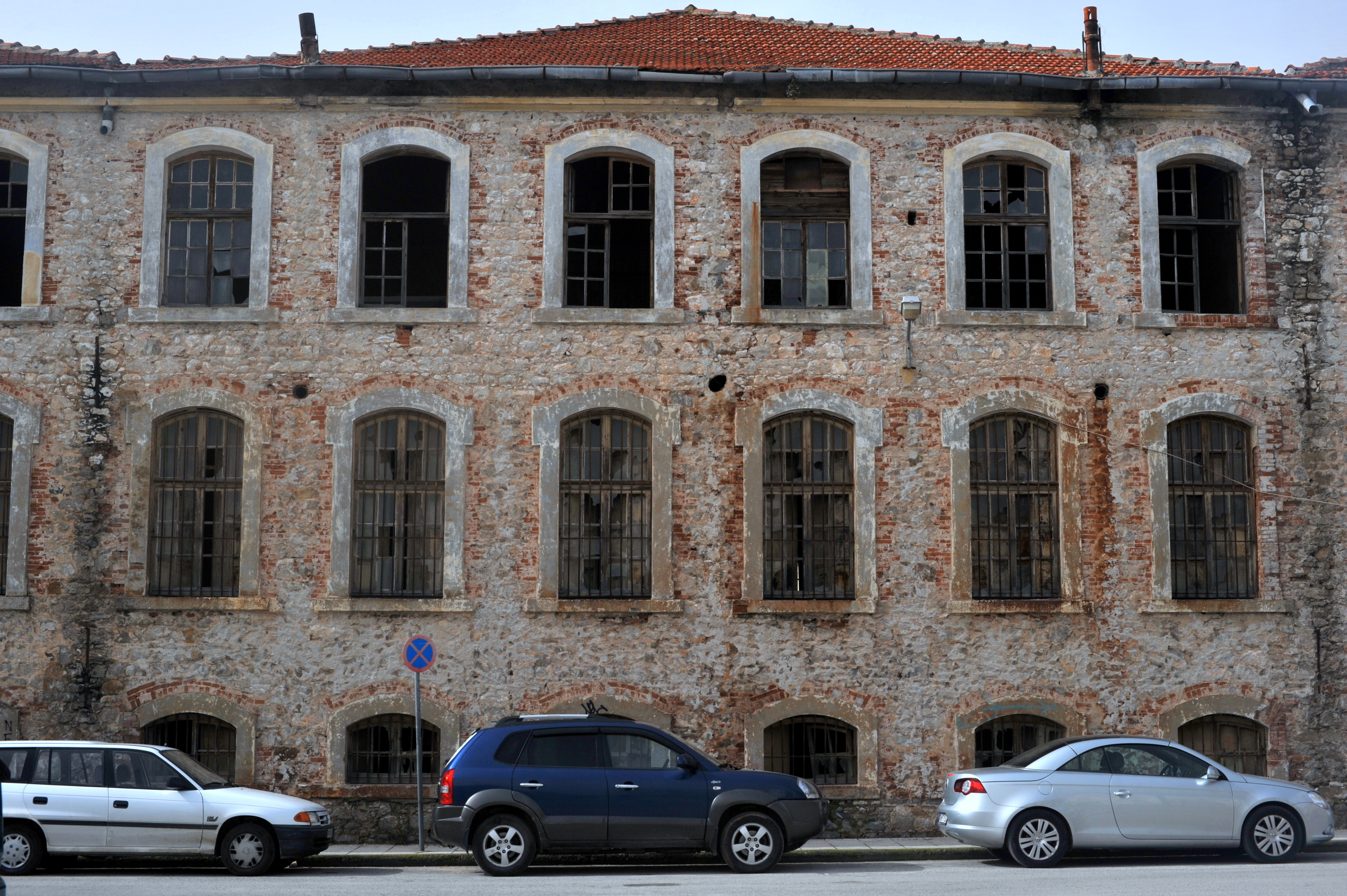